# Trolle//Siebenhaar
Trolle//Siebenhaar er en musikduo bestående af Ane Trolle og Pato Siebenhaar. Den stod bag hittet "Sweet Dogs" i 2006. De udgav albummet Couple Therapy, som gav Ane en Danish Music Awards-nominering for "Årets danske sangerinde".
Trolle//Siebenhaar-projektet hørte man første gang fra i 2006, hvor de udsendte singlen "Sweet Dogs", som blev P3's Uundgåelige. 
Ane Trolle og Pato Siebenhaar har også hver for sig haft succesfulde karrierer. 
Trolle//Siebenhaars anmelderroste album Couple Therapy kom på gaden i august 2008. I august 2016 modtog albummet guld for 10.000 enheder.

## Diskografi
- Couple Therapy (2008)